# Serraria

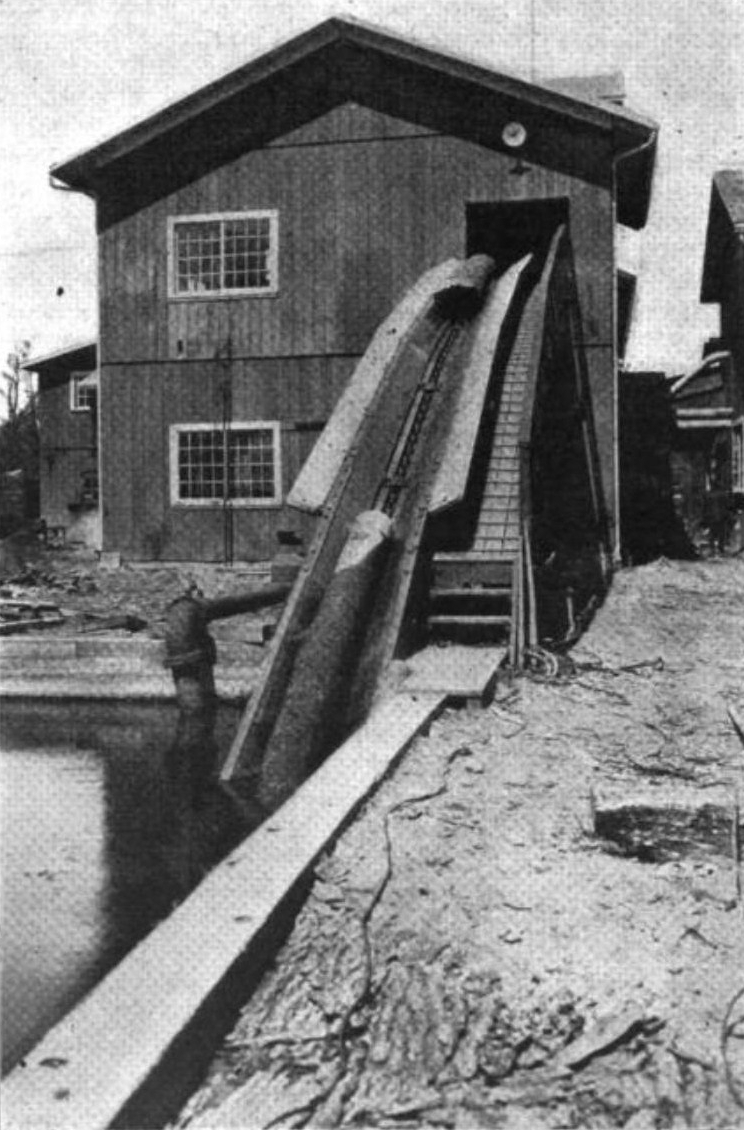
Uma serraria, 1920

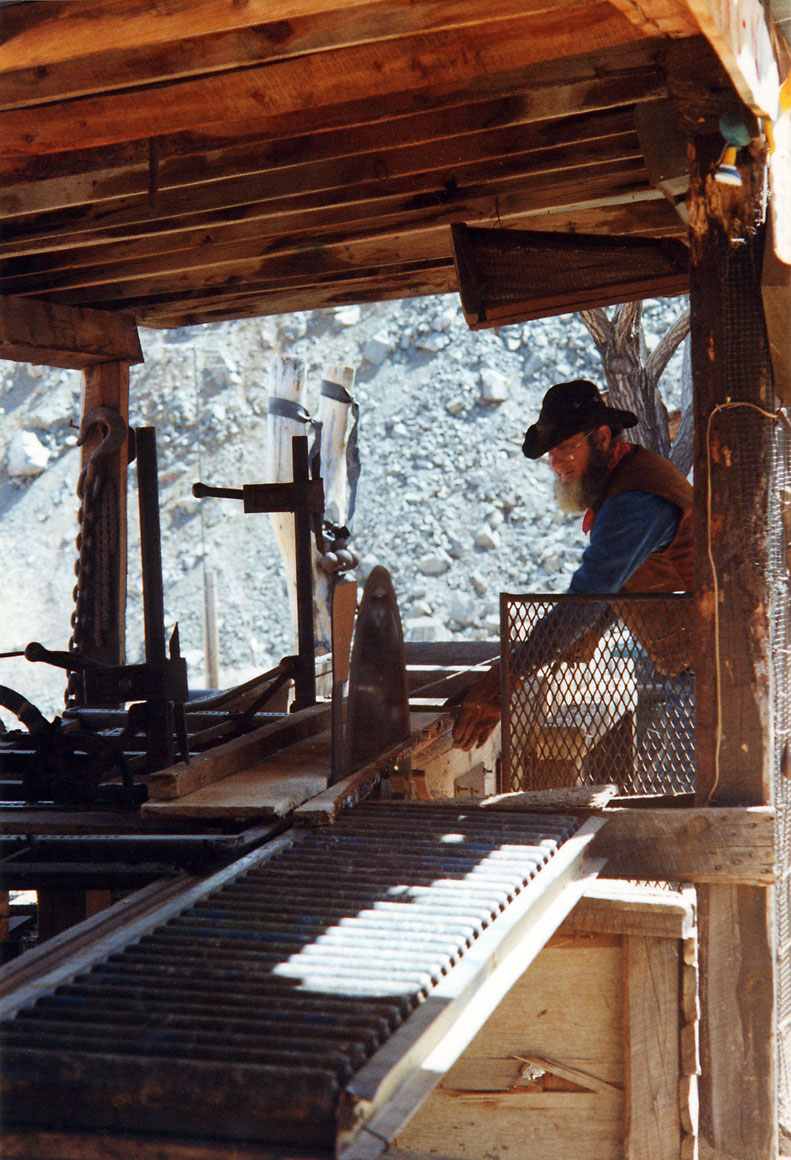
Serraria do final do século XX

Uma serraria (português brasileiro) ou serração (português europeu) é uma indústria de transformação de toras de madeira para produção de tábuas, caibros, ripas, entre outros. Como tal, faz parte do processo da indústria madeireira.